# Autechre
Autechre (/ɔːˈtɛkər/)— британский музыкальный дуэт, создающий и исполняющий композиции в жанре электронной музыки. Состоит из Роба Брауна и Шона Бута, уроженцев города Рочдейл. Созданный в 1987 году, этот коллектив стал одним из самых заметных представителей лейбла Warp Records. Музыка Autechre стилистически вписывается в понятие IDM, хотя участники проекта отрицают принадлежность своего звучания к какому-либо жанру.

## История
Шона Бута и Роба Брауна называют суперзвёздами мира электронной музыки, тем не менее, их музыка остаётся очень сложной для восприятия. Они произносят своё имя с шотландским акцентом как «о: тэкр» с длинной «о» и гортанной «р». «Autechre», наверное, самое красивое и интересное название из всех придуманных Бутом и Брауном. О его происхождении Шон Бут говорит: «Это название родилось, когда мы работали на компьютерах Atari. Они поддерживали максимум восьмизначное название файла. Когда мы решили, как-то назвать только что написанный трек, то первые две буквы мы напечатали намеренно, так как там был семпл похожий на „au“. Остальные же буквы были в случайном порядке набиты на клавиатуре. Потом мы написали это название на кассете, слегка графически оформив. Выглядело хорошо и мы стали использовать его как наше имя».
Шон Бут родился в Рочдейл, возле Манчестера, где он познакомился с Робом в 1987 году, когда они были подростками. Шон вспоминает, что он «делал миксы с помощью кнопки „пауза“ на магнитофоне, в то время как Роб гонял пластинки». Как все музыканты, Бут и Браун постепенно развивались, но они никогда не играли на живых инструментах, то есть не были музыкантами в обычном понимании этого слова. Долгое время они работали в хип-хоповом направлении, адаптируя и изменяя чужой материал, и не думали о создании собственной музыки. Но со временем они поняли, что могут кое-что делать лучше, чем другие и что могут сделать свой вклад в развитие современной электронной музыки.
Первой пробой пера стал сингл «Cavity Job», выпущенный ограниченным тиражом в 1991 году. На нём они ещё не нашли свой стиль и своеобразие. Но эта первая неудача заставила их приступить к новым поискам своего места в музыкальном мире. И эти поиски принесли результаты. В 1992 году они подписали контракт с Warp Records — одним из независимых электронных лейблов Великобритании. Их первый альбом «Incunabula», выпущенный в 1993 году, был очень хорошо воспринят, и это позволило Буту и Брауну полностью посвятить себя написанию музыки. «Incunabula» (с лат. — «зарождение») — альбом, которому многие музыкальные издания присудили высшую оценку. Эта пластинка лучше других подходит для знакомства с творчеством Autechre.
Все релизы, которые Autechre выпустили до 1995 года, отличаются мелодичностью и гармонией. Начиная же с 1995 года, они начали путь к утяжелению и усложнению, как самой музыки, так и методов её создания. В 1995-м году они выпускают «Tri Repetae». В альбоме сливаются ранняя мелодичность вместе с довольно сложной перкуссией. В британском годовом независимом чарте он занимает заслуженное первое место. Обложка диска очень хорошо подобрана командой The Designers Republic. На разворотах изображены фантастические машины, в которых органика переплетается с механикой. Об обложках Шон Бут как-то говорил: «Коробка и обложка существует лишь потому, что нам надо во что-то упаковать наши записи, поэтому мы делаем их настолько красивыми, насколько можем. У нас есть несколько знакомых, которые делают действительно хорошие визуальные работы и это даёт слушателям что-то кроме просто звука». Стоит также отметить два ЕР: «Garbage» и «Anvil Vapre», которые сопровождают этот альбом. На трек «Second Bad Vilbel» из «Anvil Vapre» режиссёром Крисом Каннингемом снят клип.
После выхода в 1997 году их четвёртого альбома «Chiastic Slide», аудитория слушателей музыки Autechre стала постоянно меняться. Кто-то не выдерживал их тягу к экспериментам, тяжёлые ломаные биты «Chiastic Slide» и мысленно выписывал себя из списка поклонников этого дуэта. И действительно их продукция стала тяжелее. Появилась ещё одна особенность — большое количество скрытых, завуалированных мелодий. Люди стали слушать Autechre с предельной внимательностью.
По итогам голосования на одном сайте, самым любимым альбомом публики является «LP5» (хотя «LP5» — неверное название, так как на обложке альбома написано только «Autechre» без каких-либо названий. «LP5» означает «LongPlay5» — 5-й альбом). Шон Бут объясняет это так: «Этот альбом — будто мост между тем что мы делали ранее и нашими поздними экспериментами». Так и есть — последующие альбомы Autechre: «EP7», «Confield», «Draft 7.30» очень экспериментальны. Они начали работать в среде Max/MSP, которая позволяет создавать свои собственные секвенсоры, делать со звуком всё, что угодно. Эти альбомы очень сложны для восприятия. Но за их хаотичностью кроются оригинальные мелодии — просто они незаметны при первом прослушивании.
На композицию «Gantz Graf» снят коммерческий, а на «Dropp» и «Pro Radii» некоммерческие клипы.
В 2005 году выходит альбом «Untilted» (несуществующее слово приблизительно переводимое как «разнаклонённый», хотя более вероятно, что это слово «untitled» англ. безымянный) с изменённым порядком букв, в котором музыканты в очередной раз изменили своё звучание. Ритм здесь играет главную роль, он очень жесток по отношению к слушателю. Это ещё один альбом, который достаточно сложен для понимания.
В 2008 году выходит альбом «Quaristice». Шон и Роб переезжали на новую студию, это было связано с определёнными неудобствами, и они решили довести до ума живой материал и выпустить в качестве LP. Многие поклонники критикуют Ae в сырости звучания и самоплагиате, но, несмотря на всё, этот альбом так же экспериментален, как и предыдущие и имеет определённую тематику. К альбому выходили довески: сначала вышло его двухдисковое издание (второй диск содержал версии композиций с альбома), а потом вышел «Quaristice.Quadrange.ep.ae», который состоит из 4 EP общей длительностью 2,5 часа. Альбом продаётся на сайте bleep.com Архивная копия от 9 марта 2022 на Wayback Machine в формах FLAC или MP3.
В 2010 году вышел юбилейный, десятый, альбом проекта под названием «Oversteps». Название альбома переводится как «перешагивание», что можно воспринять, как намёк на возврат к старому, более мелодичному, но в то же время не лишенному сложных программных изысков, звучанию. И действительно, треки с нового альбома, это как небольшой гайд по всей обширной дискографии Autechre — тут можно расслышать мягкость и текучесть Amber, машинные и четко рассчитанные ритмы Tri Repetae, чувственность, и в то же время некоторую отрешенность Chiastic Slide, звонкие и колючие звуки, приправленные оркестровым, почти авангардным звучанием и гармониями LP5, холодный программный синтез EP7 и т. д. Но, все таки, по звучанию Oversteps ближе всего к альбому LP5, вот только структура тут гораздо сложнее и многослойнее, чем на LP5, да и многочисленные мелодии вызывают совсем иные, какие то неизвестные до этого переживания. Нельзя так же не добавить, что новый альбом понравился очень многим поклонникам Autechre, потому что, после таких альбомов как Confield, Draft 7.30, Untilted и Quaristice, мелодичность, которую все так ценили и любили в раннем творчестве дуэта, отошла на второй план, уступив место гипер сложным ритмам, структурам и мрачной, порой почти шизоидной атмосфере и настроению, и тут, можно сказать, Шон и Роб практически дали то, чего так долго ждали и жаждали их многие поклонники — мелодии больше не надо раскапывать и с трудом доставать еле живых из вязкой каши перкуссии, всхлипов, стонов и стуков различной тональности, теперь все лежит на поверхности, как груда рассыпаных драгоценных камней, и ими нужно просто любоваться и восхищаться. Так же, по неподтвержденной информации, дуэт вернулся к музыкальной программной среде Max/Msp. Но, конечно же, Autechre не были бы собою, если бы не отдали должное своим (не менее многочисленным)поклонникам именно их абстрактного, многослойного и сложного саунда. Из этих соображений они выпустили двойную EP, скомпилированную в один общий альбом, под названием Move Of Ten (движение десяти). Есть мнение, что эти записи датируются более ранним периодом, чем треки с Oversteps (о чём может свидетельствовать название релиза), так же есть мнение, что это доведенный до ума живой материал (как на Quaristice), но, так или иначе, окончательный продукт получился странным и крайне необычным. С первого же трека (Etchogon-S) звук срывается и улетает куда то вдаль, чтобы потом неожиданным образом вернуться на передний план, и биться в конвульсиях до последней секунды. Y7 — это угрюмое аналоговое acid techno, а Pce Freeze 2.8 I — это вообще какая то невообразимая убийственная машина, медленно шагающая и сметающая все на своем пути. Далее альбом погружается в какую то печальную отрешенность и меланхолию (Nth Dafuseder.B, Iris Was A Pupil, No Border, M62, Ylm0), чтобы потом опять агрессивным образом напомнить о себе в виде заключительного трека Cep PuiqMX, поразительно напоминающего таких мутантов, как Lenthic Catachresis и Cap.IV. Так же примечательно то, что альбом напрямую связан с его «родителем» посредством 5 (или даже больше?) треков, так называемых, альтернативных версий треков с альбома Oversteps, но, по сути, весь Move Of Ten базируется на материале юбилейного альбома, с той лишь разницей, что на нём представлены вещи, обратные по настроению и атмосфере, то есть если на Oversteps (за исключением пары треков) представлены светлые, мелодичные и крайне мечтательные вещи, то на Move Of Ten треки показывают свои агрессивные, мрачные и меланхоличные стороны. Оба релиза можно приобрести на bleep.com в различных цифровых форматах (mp3, wav), а также на физических носителях (CD, LP).

## Дискография

### Альбомы
- Incunabula (1993)
- Amber[англ.] (1994)
- Tri Repetae (1995)
- Chiastic Slide[англ.] (1997)
- LP5[англ.] (1998)
- Confield (2001)
- Draft 7.30 (2003)
- Untilted (LP, Warp Records, 18 апреля 2005)
- Quaristice[англ.] (Warp Records, 3 марта 2008)
- Oversteps[англ.] (Warp Records, с 22 февраля 2010 года доступен для скачивания, с 22 марта доступен на CD и виниле)[2][3]
- Exai[англ.] (Warp Records, 4 февраля 2013)[4][5]
- AE LIVE[англ.] (Warp Records, 29 октября 2015)
- elseq 1—5[англ.] (Warp Records, 19 мая 2016)
- NTS Sessions 1—4[англ.][6] (Warp Records, 2018)
- AE_LIVE 2016/2018 (2020)
- SIGN (2020)
- PLUS (2020)

### EP/синглы
- Cavity Job (1991)
- Basscadet (1993)
- Anti EP (1994)
- Garbage (1995)
- Anvil Vapre (1995)
- We R Are Why / Are Y Are We? (1996)
- Envane (1997)
- Cichli Suite (1997)
- Peel Sessions (1998)
- EP7 (1999)
- Splitrmx12 (1999)
- Peel Sessions 2 (2000)
- Gantz Graf (2002)
- Quaristice.Quadrange.ep.ae (2008)
- Move of Ten[англ.] (2010) (Warp Records, с 14 июня 2010 года доступен для скачивания,12 июля на CD и виниле)

## Звучание
Как и другие исполнители данного жанра, Autechre в основе своих работ используют мелодии, однако в необычном виде. Вместо мягких звуков, мелодии образуют семплы, состоящие из шумов, звуков механизмов и т. п. В целом такой подход к созданию музыки отдалённо прослеживается у Fizzarum, Gridlock и Gimmik. Но, несмотря на многочисленные сравнения, творчество Ae не принадлежит к какому-либо конкретному стилю, а является экспериментальным. Альбом Amber можно смело причислить к эмбиенту, а композиции «Tewe» и «Rsdio», и вовсе используют музыкальные инструменты центрально-азиатских народов: дойру и рубаб соответственно, которые широко используются, например, в Узбекистане и Казахстане.
После 1997 года Autechre усложнили и без того сложную для понимания музыку.  После этого понятие «логика», по утверждениям ряда поклонников, стало уступать место экспериментам дуэта уже не с самой музыкой, а с программами, которые могут сами сочинять музыку, используя банк семплов. С другой стороны другая часть поклонников только приветствовала такой поворот в стиле.

## Интересные факты
- В 2008, Шон Бут сообщил, что если бы его заперли в клетку на год только с одним элементом аппаратуры и одной копией программного обеспечения, он бы «вероятно взял копию Digital Performer и микрофон AKG C1000».[7]